# Song Kang-ho
Song Kang-ho (hangul: 송강호; ur. 17 stycznia 1967 w Gimhae) – południowokoreański aktor filmowy i teatralny. Jedna z największych gwiazd koreańskiego kina.

## Życiorys
Znany ze współpracy z czołowymi reżyserami, m.in. Hongiem Sang-soo (Dzień, w którym świnia wpadła do studni, 1996), Lee Chang-dongiem (Zielona ryba, 1997; Sekretne światło, 2007), Park Chan-wookiem (Pan Zemsta, 2002; Pragnienie, 2009) czy Bongiem Joon-ho (Zagadka zbrodni, 2003; Parasite, 2019).
Zasiadał w jury konkursu głównego na 74. MFF w Cannes (2021). Rok później, jako pierwszy Koreańczyk, Kang-ho zdobył nagrodę dla najlepszego aktora na tym festiwalu za kreację w filmie Baby Broker (2022) w reżyserii Hirokazu Koreedy. 

## Wybrana filmografia
| Rok  | Tytuł                                              | Rola                   |
| ---- | -------------------------------------------------- | ---------------------- |
| 1996 | Dwaejiga umul-e ppajin nal                         |                        |
| 1997 | Chorok mulgogi                                     | Pan-su                 |
| 1997 | No. 3                                              | Jo-pil                 |
| 1997 | Nappeun yeonghwa                                   |                        |
| 1998 | Joyonghan gajok                                    | Kang Yeong-min         |
| 1999 | Swiri                                              | Lee Jang-gil           |
| 2000 | Banchik-wang                                       | Dae-ho                 |
| 2000 | Strefa bezpieczeństwa                              | sierżant Oh Kyeong-pil |
| 2002 | Pan Zemsta                                         | Park Dong-jin          |
| 2002 | YMCA yagudan                                       | Lee Ho-chang           |
| 2003 | Zagadka zbrodni                                    | detektyw Park Doo-man  |
| 2004 | hyojadong ibalsa                                   | Seong Han-mo           |
| 2005 | Namgeuk-ilgi                                       | Choi Do-hyung          |
| 2005 | Pani Zemsta                                        | płatny zabójca (cameo) |
| 2006 | The Host: Potwór                                   | Park Gang-du           |
| 2007 | Uahan segye                                        | Kang In-goo            |
| 2007 | Sekretne światło                                   | Jong-chan              |
| 2008 | Dobry, zły i zakręcony                             | Yun Tae-goo/Zakręcony  |
| 2009 | Pragnienie                                         | Sang-hyeon             |
| 2010 | Uihyeongje                                         | Agent Lee Han-gyu      |
| 2010 | Jag-eun yeonmot                                    | policjant (cameo)      |
| 2011 | Pureun sogeum                                      | Doo-hun                |
| 2012 | Howling                                            | Sang-gil               |
| 2012 | Cheongchul-eoram (kor. 청출어람) (krótkometrażowy) |                        |
| 2013 | Snowpiercer: Arka przyszłości                      | Namgoong Minsu         |
| 2013 | Gwansang                                           | Nae-gyeong             |
| 2013 | Byeonhoin                                          | Song U-seok            |
| 2015 | Sado                                               | król Yeongjo           |
| 2016 | Gra cieni                                          | Lee Jung-chool         |
| 2017 | Taxi unjeonsa                                      | Man-seob               |
| 2017 | Je-5-yeol (kor. 제5열)                             | Kang Jong-deok         |
| 2018 | Mayag-wang (kor. 마약왕)                           |                        |

## Nagrody i nominacje
| Rok  | Ceremonia                                     | Kategoria                                       | Wynik     |
| ---- | --------------------------------------------- | ----------------------------------------------- | --------- |
| 1997 | 35. Grand Bell Awards                         | Najlepszy nowy aktor (No. 3)                    | Wygrana   |
| 1997 | 35. Grand Bell Awards                         | Najlepszy aktor drugoplanowy (No. 3)            | Nominacja |
| 1997 | 18. Blue Dragon Film Awards                   | Najlepszy aktor drugoplanowy (No. 3)            | Wygrana   |
| 1997 | 18. Blue Dragon Film Awards                   | Najlepszy nowy aktor (No. 3)                    | Nominacja |
| 1998 | 18. Korean Association of Film Critics Awards | Najlepszy aktor (Joyonghan gajok)               | Wygrana   |
| 2000 | 5. Women Viewers Film Awards                  | Najlepszy aktor (Banchik-wang)                  | Wygrana   |
| 2000 | 3. Director's Cut Awards                      | Najlepszy aktor (Strefa bezpieczeństwa)         | Wygrana   |
| 2000 | 1. Busan Film Critics Awards                  | Najlepszy aktor (Strefa bezpieczeństwa)         | Wygrana   |
| 2001 | Deauville Asian Film Festival                 | Najlepszy aktor (Strefa bezpieczeństwa)         | Wygrana   |
| 2001 | 38. Grand Bell Awards                         | Najlepszy aktor (Strefa bezpieczeństwa)         | Wygrana   |
| 2001 | 37. Baeksang Arts Awards                      | Najpopularniejszy aktor (Strefa bezpieczeństwa) | Wygrana   |
| 2003 | 23. Korean Association of Film Critics Awards | Najlepszy aktor (Zagadka zbrodni)               | Wygrana   |
| 2003 | 40. Grand Bell Awards                         | Najlepszy aktor (Zagadka zbrodni)               | Wygrana   |
| 2003 | 40. Grand Bell Awards                         | Netizen's Popularity Award (Zagadka zbrodni)    | Wygrana   |
| 2003 | 2. Korean Film Awards                         | Najlepszy aktor (Zagadka zbrodni)               | Wygrana   |
| 2003 | 11. Chunsa Film Art Awards                    | Najlepszy aktor (Zagadka zbrodni)               | Wygrana   |
| 2003 | 6. Director's Cut Awards                      | Najlepszy aktor (Zagadka zbrodni)               | Wygrana   |
| 2006 | 9. Director's Cut Awards                      | Najlepszy aktor (The Host)                      | Wygrana   |
| 2006 | 27. Blue Dragon Film Awards                   | Najlepszy aktor (The Host)                      | Nominacja |
| 2007 | 1. Asian Film Awards                          | Najlepszy aktor (The Host)                      | Wygrana   |
| 2007 | 30th Golden Cinematography Awards             | Najlepszy aktor (The Host)                      | Wygrana   |
| 2007 | 44. Grand Bell Awards                         | Najlepszy aktor (The Host)                      | Nominacja |
| 2007 | 4th Max Movie Awards                          | Najlepszy aktor (The Host)                      | Nominacja |
| 2007 | 3. University Film Festival of Korea          | 영화인상                                        | Wygrana   |
| 2007 | 27. Korean Association of Film Critics Awards | Najlepszy aktor (Uahan segye)                   | Wygrana   |
| 2007 | 28. Blue Dragon Film Awards                   | Najlepszy aktor (Uahan segye)                   | Wygrana   |
| 2007 | 8. Busan Film Critics Awards                  | Najlepszy aktor (Uahan segye)                   | Wygrana   |
| 2007 | 11. Fantasia Festival                         | Najlepszy aktor (Uahan segye)                   | Wygrana   |
| 2007 | 10. Director's Cut Awards                     | Najlepszy aktor (Sekretne światło)              | Wygrana   |
| 2007 | 6. Korean Film Awards                         | Najlepszy aktor (Sekretne światło)              | Wygrana   |
| 2007 | 2. Asian Film Awards                          | Najlepszy aktor (Sekretne światło)              | Nominacja |
| 2007 | 5th Max Movie Awards                          | Najlepszy aktor (Sekretne światło)              | Nominacja |

| Rok  | Ceremonia                                     | Kategoria                                        | Wynik     |
| ---- | --------------------------------------------- | ------------------------------------------------ | --------- |
| 2008 | 19th Palm Springs International Film Festival | FIPRESCI Best Actor Award (Sekretne światło)     | Wygrana   |
| 2008 | 29. Blue Dragon Film Awards                   | Najlepszy aktor (Dobry, zły i zakręcony)         | Nominacja |
| 2009 | 3. Asian Film Awards                          | Najlepszy aktor (Dobry, zły i zakręcony)         | Nominacja |
| 2009 | 45. Baeksang Arts Awards                      | Najlepszy aktor filmowy (Dobry, zły i zakręcony) | Nominacja |
| 2009 | 12. Director's Cut Awards                     | Najlepszy aktor (Pragnienie)                     | Wygrana   |
| 2009 | 17. Chunsa Film Art Awards                    | Najlepszy aktor (Pragnienie)                     | Wygrana   |
| 2009 | 30. Blue Dragon Film Awards                   | Najlepszy aktor (Pragnienie)                     | Nominacja |
| 2010 | 1. KOFRA Film Awards                          | Najlepszy aktor (Pragnienie)                     | Wygrana   |
| 2010 | 47. Grand Bell Awards                         | Najlepszy aktor (Uihyeongje)                     | Nominacja |
| 2013 | 50. Grand Bell Awards                         | Najlepszy aktor (Gwansang)                       | Wygrana   |
| 2013 | 33. Korean Association of Film Critics Awards | Najlepszy aktor (Gwansang)                       | Wygrana   |
| 2013 | 34. Blue Dragon Film Awards                   | Najlepszy aktor (Gwansang)                       | Nominacja |
| 2013 | Korea Film Actor's Association Awards         | Top Star Award (Gwansang, Snowpiercer)           | Wygrana   |
| 2014 | 19. Chunsa Film Art Awards                    | Najlepszy aktor (Byeonhoin)                      | Wygrana   |
| 2014 | 5. KOFRA Film Awards                          | Najlepszy aktor (Byeonhoin)                      | Wygrana   |
| 2014 | 35. Blue Dragon Film Awards                   | Najlepszy aktor (Byeonhoin)                      | Wygrana   |
| 2014 | 50. Baeksang Arts Awards                      | Wielka nagroda (Daesang), film (Byeonhoin)       | Wygrana   |
| 2014 | 50. Baeksang Arts Awards                      | Najlepszy aktor filmowy (Byeonhoin)              | Nominacja |
| 2014 | 23. Buil Film Awards                          | Najlepszy aktor (Byeonhoin)                      | Wygrana   |
| 2014 | 9th Max Movie Awards                          | Najlepszy aktor (Byeonhoin)                      | Wygrana   |
| 2014 | 14. Director's Cut Awards                     | Najlepszy aktor (Byeonhoin)                      | Wygrana   |
| 2014 | Korea Film Actor's Association Awards         | Top Star Award (Byeonhoin)                       | Wygrana   |
| 2014 | 8. Asian Film Awards                          | Najlepszy aktor (Byeonhoin)                      | Nominacja |
| 2014 | 51. Grand Bell Awards                         | Najlepszy aktor (Byeonhoin)                      | Nominacja |
| 2015 | 36. Blue Dragon Film Awards                   | Najlepszy aktor (Sado)                           | Nominacja |
| 2016 | 10th Asia Pacific Screen Awards               | Najlepszy aktor (Sado)                           | Nominacja |
| 2016 | 52. Baeksang Arts Awards                      | Najlepszy aktor filmowy (Sado)                   | Nominacja |
| 2016 | 6th SACF Artists of the Year Awards           | Wielka nagroda (Daesang) (Gra cieni)             | Wygrana   |
| 2016 | 37. Blue Dragon Film Awards                   | Najlepszy aktor filmowy (Gra cieni)              | Nominacja |
| 2016 | 53. Grand Bell Awards                         | Najlepszy aktor filmowy (Gra cieni)              | Nominacja |
| 2017 | 8th KOFRA Film Awards                         | Najlepszy aktor (Gra cieni)                      | Wygrana   |
| 2017 | 53. Baeksang Arts Awards                      | Najlepszy aktor pierwszoplanowy (Gra cieni)      | Wygrana   |
| 2017 | 53. Baeksang Arts Awards                      | Najpopularniejszy aktor filmowy (Gra cieni)      | Nominacja |